# 菅野盾樹
菅野 盾樹（すげの たてき、1943年8月6日 - ）は、日本の哲学者（記号学、人間学、形而上学）。大阪大学名誉教授。博士（人間科学）（大阪大学、1995年）（学位論文「いのちの遠近法-意味と非意味の哲学」）。

## 経歴
1943年、東京都生まれ。1967年、東京大学文学部哲学科を卒業。1972年、同大学大学院博士課程を単位取得満期退学。
修了後は母校である東京大学文学部助手となり、1973年より山形大学教養部専任講師。1975年に助教授昇進。1976年、大阪大学人間科学部助教授となり、1989年より教授。2000年からは人間科学研究科教授。2007年、大阪大学を定年退職し、名誉教授となった。この在職中の間、カリフォルニア大学バークレー校客員研究員、ロンドン大学バークベックカレッジ客員研究員、ハーバード大学教育学大学院客員研究員などで在外研究を行った。
2007年に大阪大学を退任して以降、東京工業大学世界文明センターにフェローとして在職。学界では、2007年4月より2010年3月まで日本記号学会会長。現在、同学会理事。また、2010年4月より総合人間学会理事。私塾《現在思想の会》を主宰している。

## 受賞・栄典
- 1984年：『我、ものに遭う』でサントリー学芸賞(歴史思想部門)
- 1992年：稲盛財団・研究奨励金
- 2004年：大阪大学共通教育賞
- 2024年：瑞宝中綬章[1]

## 研究内容・業績
菅野の哲学へのかかわりは、多くの哲学者の場合と同様、少年期以来の<生の不透明さ>の感覚に発している。<生きることに意味がある>という了解が、どこまで・そしてなにゆえに・了解できるのか/できないのか――これが彼にとっての基本の問題である。この感覚にはもちろん<生の意味>が判然としていないという渇望感も含まれるが、むしろ<生の意味を問うこと>それ自体の意味合いが曖昧だというリアルな認識が含まれている。
こうした問題意識に駆られて、大学院では主としてフランスにおける現象学派の著作を読み、モーリス・メルロー＝ポンティに関する修士論文を執筆することになる。メルロの身体性の哲学には明晰な言語表現へと濾過される以前の両義的な<意味>の問題が仔細に観察されているからである。

### 哲学研究の道程
その後、近代の意識哲学の脱構築を問題意識として抱懐しながら、とりわけ身体表現-身振りとしての言語-比喩（すなわち非字義的表現）などの問題群を考究することになる。ここから、彼は英米系の分析哲学（とりわけ言語哲学ないし心の哲学）との対質を自覚的に試みている。彼が親炙したのは、どちらかというと非正統的な哲学者であるウィルフリド・セラーズ (W. Sellars)、特にネルソン・グッドマン (N. Goodman) であった。（グッドマンに関してはその著作の翻訳を試みている。）この事態には正統的な分析哲学への彼の深い不満が窺える。この点は後にマーク・ジョンソンの著作を翻訳することにもつながる。
いうまでもないが、チャールズ・サンダース・パースとフェルディナン・ド・ソシュールを源泉とする記号学への本格的な取り組みも同じ動機に発している。
哲学の隣接領域についていえば、<意味>や<記号>の問題を介して、とりわけ文化人類学における構造主義の展開を追尾しつつ、文化人類学者として出発しながら後に言語哲学者あるいは認識論者として独自な地歩を築いたダン・スペルベル (D. Sperber) の業績に影響を受けつつそれを我が国に紹介する役割を演じた。
本来の形而上学的探究と並び、生命倫理や教育哲学（この呼び方は確かなものではないが）などの領域においても研究を行っている。こうした研究履歴の帰趨として、現在、とりわけパースの影響の下に<記号主義> (semioticism) という形而上学を提唱している。この見地から記号学、人間学、認識論、実践哲学など――一口に言うと「哲学」――の再構築を試みつつある。

### 哲学研究における成果
哲学研究への菅野のオリジナルな寄与としては以下を挙げたい。
- レトリックの哲学的・統合的研究に一定の成果を導いたこと
- 20世紀前半に成立した<哲学的人間学>の現代化にある程度の方向性を与えたこと。
- <記号学>の現代における再構築に一定の寄与を果たしたこと。
- 以上を遂行するなかで、<身体性>の問題に一定程度の積極的解明をなしたこと。

言うまでもなくこれらはいまなお継続されている。

現在、<記号主義>という形而上学的見地から、従来の多次元的研究を包括する著述を構想・執筆中である

## 著書
- 『我、ものに遭う――世に住むことの解釈学』新曜社　1983年
- 『メタファーの記号論』勁草書房 1985年
- 『いじめ=<学級>の人間学』新曜社 1986年
- 『いのちの遠近法――意味と非意味の哲学』新曜社 1995年
- 『増補版・いじめ』新曜社 1997年
- 『人間学とは何か』産業図書 1999年
- 『恣意性の神話――記号論を新たに構想する』勁草書房 1999年
- 『新修辞学――反<哲学的>考察』世織書房 2003年
- 『示しの記号 再帰的構造と機能の存在論のために』産業図書 2015年

### 編著
- 『レトリック論を学ぶ人のために』世界思想社 2007年
- 『現代哲学の基礎概念』大阪大学出版会 2008年

### 翻訳
- 『アルク』誌編『マルセル・モースの世界』足立和浩他共訳、みすず書房 1974年
- ダン・スペルベル『象徴表現とはなにか：一般象徴表現論の試み』紀伊国屋書店 1979年
- F.レカナティ 『ことばの運命――現代記号論序説』新曜社 1982年
- ダン・スペルベル『人類学とはなにか――その知的枠組を問う』紀伊国屋書店 1984年
- ネルソン・グッドマン『世界制作の方法』（中村雅之との共訳）みすず書房 1987年、ちくま学芸文庫 2008年
- アラン・ブルーム 『アメリカン・マインドの終焉――文化と教育の危機』みすず書房 1988年、新版2016年
- マーク・ジョンソン 『心のなかの身体――想像力へのパラダイム転換』（中村雅之との共訳）紀伊国屋書店 1991年
- 『サルトル／メルロ=ポンティ往復書簡──決裂の証言』みすず書房 2000年
- N.グッドマン,C.Z.エルギン 『記号主義――哲学の新たな構想』みすず書房 2001年
- ダン・スペルベル『表象は感染する――文化への自然主義的アプローチ』新曜社 2001年
- エドワード・リード『経験のための戦い』新曜社 2010年
- メルロ=ポンティ『知覚の哲学』ちくま学芸文庫 2011年
- ジョン・R・サール『意識の神秘 生物学的自然主義からの挑戦』監訳 笹倉明子,小倉拓也, 佐古仁志,小林卓也訳 新曜社 2015年

## 論文
- 菅野盾樹